# Xanh thủy tinh
 #9EB9D4 
Màu xanh thủy tinh (powder blue) là màu xanh lam nhạt. Tuy nhiên, nó cũng có thể chỉ tới các biến thể nhạt hơn của màu xanh lam, có lẽ là do kết quả của sự mập mờ về nguồn gốc của từ này.

## Tọa độ màu
```
Số Hex
 =  #993366

RGB
   (r, g, b)      = (0, 51, 153)

CMYK
  (c, m, y, k)   = (100, 80, 40, 0)

HSV
 (h, s, v) =  (220, 100, 60)
```